# Discografia degli Editors
La discografia degli Editors, gruppo musicale britannico, è costituita da sette album in studio, due raccolte, un album di remix, un EP e quaranta singoli, pubblicati tra il 2003 e il 2022.

## Album

### Album in studio
| Anno                                                                          | Titolo | Classifiche | Classifiche | Classifiche | Classifiche | Classifiche | Classifiche | Classifiche | Classifiche | Classifiche | Classifiche | Classifiche | Classifiche | Classifiche | Classifiche | Classifiche | Classifiche | Classifiche | Certificazioni                                 |
| Anno                                                                          | Titolo | UK          | AUS         | AUT         | BEL (FL)    | BEL (WA)    | DEN         | FIN         | FRA         | GER         | IRL         | ITA         | NLD         | NZ          | POR         | SPA         | SWI         | USA         | Certificazioni                                 |
| ----------------------------------------------------------------------------- | --- | ----------- | ----------- | ----------- | ----------- | ----------- | ----------- | ----------- | ----------- | ----------- | ----------- | ----------- | ----------- | ----------- | ----------- | ----------- | ----------- | ----------- | ---------------------------------------------- |
| 2005                                                                          | The Back Room - Pubblicato: 25 luglio 2005 - Etichetta: Kitchenware - Formati: CD, 2 CD, 2 LP, download digitale, streaming                      | 2           | —           | —           | 53          | 74          | —           | —           | 107         | —           | 23          | —           | 30          | —           | —           | —           | —           | —           | - BEL: Oro - IRL: Oro - NDL: Oro - UK: Platino |
| 2007                                                                          | An End Has a Start - Pubblicato: 25 giugno 2007 - Etichetta: Kitchenware - Formati: CD, 2 LP, download digitale, streaming                       | 1           | 37          | —           | 5           | 45          | —           | 24          | 56          | 24          | 7           | 47          | 2           | 37          | 21          | —           | 31          | 117         | - BEL: Oro - IRL: Oro - UK: Platino            |
| 2009                                                                          | In This Light and on This Evening - Pubblicato: 12 ottobre 2009 - Etichetta: Kitchenware - Formati: CD, 2 CD, 2 LP, download digitale, streaming | 1           | 40          | 50          | 2           | 7           | 37          | —           | 41          | 8           | 4           | 20          | 3           | —           | 25          | 58          | 12          | —           | - BEL: Platino - UK: Oro                       |
| 2013                                                                          | The Weight of Your Love - Pubblicato: 28 giugno 2013 - Etichetta: PIAS - Formati: CD, 2 CD, 2 LP, download digitale, streaming                   | 6           | —           | 10          | 1           | 4           | 21          | 43          | 39          | 4           | 9           | 9           | 1           | —           | 10          | 43          | 4           | —           | - BEL: Oro - UK: Argento                       |
| 2015                                                                          | In Dream - Pubblicato: 2 ottobre 2015 - Etichetta: PIAS - Formati: CD, 2 CD, LP, download digitale, streaming                                    | 5           | —           | 15          | 1           | 5           | —           | —           | 47          | 11          | 14          | 11          | 1           | —           | 25          | 38          | 7           | —           | - BEL: Oro - NDL: Oro                          |
| 2018                                                                          | Violence - Pubblicato: 9 marzo 2018 - Etichetta: PIAS - Formati: CD, LP, download digitale, streaming                                            | 6           | —           | 6           | 1           | 3           | —           | —           | 68          | 6           | 20          | 24          | 2           | —           | 25          | 29          | 10          | —           |                                                |
| 2022                                                                          | EBM - Pubblicato: 23 settembre 2022 - Etichetta: PIAS - Formati: CD, 2 LP, MC, download digitale, streaming                                      | 10          | —           | 25          | 2           | 5           | —           | —           | 122         | 6           | —           | 97          | 2           | —           | —           | 83          | 10          | —           |                                                |
| "—" indica una pubblicazione non classificata o non pubblicata in quel Paese. | |             |             |             |             |             |             |             |             |             |             |             |             |             |             |             |             |             |                                                |

### Raccolte
| Anno                                                                          | Titolo | Classifiche | Classifiche | Classifiche | Classifiche | Classifiche | Classifiche | Classifiche | Classifiche | Classifiche | Classifiche | Classifiche | Classifiche |
| Anno                                                                          | Titolo | UK          | AUT         | BEL (FL)    | BEL (WA)    | FRA         | GER         | IRL         | ITA         | NLD         | POR         | SPA         | SWI         |
| ----------------------------------------------------------------------------- | --- | ----------- | ----------- | ----------- | ----------- | ----------- | ----------- | ----------- | ----------- | ----------- | ----------- | ----------- | ----------- |
| 2011                                                                          | Unedited - Pubblicato: 28 marzo 2011 - Etichetta: Kitchenware - Formati: 7 CD+7 LP+download digitale                                      | —           | —           | —           | —           | —           | —           | —           | —           | —           | —           | —           | —           |
| 2019                                                                          | Black Gold: Best of Editors - Pubblicato: 25 ottobre 2019 - Etichetta: PIAS - Formati: CD, 2 CD, 2 LP, 8 7", download digitale, streaming | 28          | 50          | 2           | 18          | 115         | 21          | 72          | 61          | 8           | 12          | 44          | 94          |
| "—" indica una pubblicazione non classificata o non pubblicata in quel Paese. | |             |             |             |             |             |             |             |             |             |             |             |             |

### Mixtape
| Anno | Titolo | Classifiche | Classifiche | Classifiche | Classifiche | Classifiche | Classifiche |
| Anno | Titolo | AUT         | BEL (FL)    | BEL (WA)    | GER         | NLD         | SWI         |
| ---- | --- | ----------- | ----------- | ----------- | ----------- | ----------- | ----------- |
| 2019 | The Blanck Mass Sessions - Pubblicato: 4 maggio 2019 - Etichetta: PIAS - Formati: CD, LP, download digitale, streaming | 67          | 13          | 109         | 53          | 36          | 90          |

## Extended play
- 2003 – Snowfield Demo EP[26]

## Singoli
| Anno                                                                          | Titolo                             | Classifiche | Classifiche | Classifiche | Classifiche | Classifiche | Classifiche | Classifiche | Classifiche | Classifiche | Certificazioni | Album di provenienza              |
| Anno                                                                          | Titolo                             | UK          | AUT         | BEL (FL)    | BEL (WA)    | FRA         | GER         | IRL         | NLD         | SWI         | Certificazioni | Album di provenienza              |
| ----------------------------------------------------------------------------- | ---------------------------------- | ----------- | ----------- | ----------- | ----------- | ----------- | ----------- | ----------- | ----------- | ----------- | -------------- | --------------------------------- |
| 2005                                                                          | Bullets                            | 54          | —           | —           | —           | —           | —           | —           | —           | —           |                | The Back Room                     |
| 2005                                                                          | Munich                             | 22          | —           | —           | —           | —           | —           | —           | —           | —           | - UK: Argento  | The Back Room                     |
| 2005                                                                          | Blood                              | 18          | —           | —           | —           | —           | —           | —           | —           | —           |                | The Back Room                     |
| 2005                                                                          | Bullets (ristampa)                 | 27          | —           | —           | —           | —           | —           | —           | —           | —           |                | The Back Room                     |
| 2006                                                                          | Munich (ristampa)                  | 10          | —           | —           | —           | —           | —           | 42          | 97          | —           | - UK: Argento  | The Back Room                     |
| 2006                                                                          | All Sparks                         | 21          | —           | —           | —           | —           | 82          | —           | —           | —           |                | The Back Room                     |
| 2006                                                                          | Blood (ristampa)                   | 39          | —           | —           | —           | —           | —           | —           | —           | —           |                | The Back Room                     |
| 2007                                                                          | Smokers Outside the Hospital Doors | 7           | —           | 47          | —           | —           | —           | 39          | 89          | —           |                | An End Has a Start                |
| 2007                                                                          | An End Has a Start                 | 27          | —           | —           | —           | —           | 88          | —           | 90          | —           |                | An End Has a Start                |
| 2007                                                                          | The Racing Rats                    | 26          | —           | 36          | —           | —           | —           | —           | 20          | —           |                | An End Has a Start                |
| 2008                                                                          | Push Your Head Towards the Air     | —           | —           | —           | —           | —           | —           | —           | —           | —           |                | An End Has a Start                |
| 2008                                                                          | Bones                              | —           | —           | —           | —           | —           | —           | —           | —           | —           |                | An End Has a Start                |
| 2009                                                                          | Papillon                           | 23          | 44          | 1           | 6           | —           | 43          | —           | 16          | 52          | - BEL: Oro     | In This Light and on This Evening |
| 2010                                                                          | You Don't Know Love                | —           | —           | —           | —           | —           | —           | —           | —           | —           |                | In This Light and on This Evening |
| 2010                                                                          | Last Day                           | —           | —           | —           | —           | 79          | —           | —           | —           | —           |                | /                                 |
| 2010                                                                          | Eat Raw Meat = Blood Drool         | —           | —           | —           | —           | —           | —           | —           | —           | —           |                | In This Light and on This Evening |
| 2010                                                                          | No Sound But the Wind              | —           | —           | 1           | 37          | —           | —           | —           | 72          | —           | - BEL: Platino | In This Light and on This Evening |
| 2013                                                                          | A Ton of Love                      | —           | —           | 32          | —           | —           | —           | —           | 54          | —           |                | The Weight of Your Love           |
| 2013                                                                          | Formaldehyde                       | —           | —           | —           | —           | —           | —           | —           | —           | —           |                | The Weight of Your Love           |
| 2013                                                                          | Honesty                            | —           | —           | —           | —           | —           | —           | —           | —           | —           |                | The Weight of Your Love           |
| 2014                                                                          | Sugar                              | —           | —           | —           | —           | —           | —           | —           | —           | —           |                | The Weight of Your Love           |
| 2014                                                                          | What Is This Thing Called Love     | —           | —           | —           | —           | —           | —           | —           | —           | —           |                | The Weight of Your Love           |
| 2015                                                                          | No Harm                            | —           | —           | —           | —           | —           | —           | —           | —           | —           |                | In Dream                          |
| 2015                                                                          | Marching Orders                    | —           | —           | —           | —           | —           | —           | —           | —           | —           |                | In Dream                          |
| 2015                                                                          | Life Is a Fear                     | —           | —           | 40          | —           | —           | —           | —           | —           | —           |                | In Dream                          |
| 2015                                                                          | Ocean of Night                     | —           | —           | —           | —           | —           | —           | —           | —           | —           |                | In Dream                          |
| 2016                                                                          | Forgiveness                        | —           | —           | —           | —           | —           | —           | —           | —           | —           |                | In Dream                          |
| 2016                                                                          | All the Kings                      | —           | —           | 47          | —           | —           | —           | —           | —           | —           |                | In Dream                          |
| 2018                                                                          | Magazine                           | —           | —           | —           | —           | —           | —           | —           | —           | —           |                | Violence                          |
| 2018                                                                          | Hallelujah (So Low)                | —           | —           | —           | —           | —           | —           | —           | —           | —           |                | Violence                          |
| 2018                                                                          | Darkness at the Door               | —           | —           | —           | —           | —           | —           | —           | —           | —           |                | Violence                          |
| 2018                                                                          | Cold                               | —           | —           | —           | —           | —           | —           | —           | —           | —           |                | Violence                          |
| 2019                                                                          | Barricades                         | —           | —           | —           | —           | —           | —           | —           | —           | —           |                | The Blanck Mass Sessions          |
| 2019                                                                          | Frankenstein                       | —           | —           | —           | —           | —           | —           | —           | —           | —           |                | Black Gold: Best of Editors       |
| 2019                                                                          | Black Gold                         | —           | —           | —           | —           | —           | —           | —           | —           | —           |                | Black Gold: Best of Editors       |
| 2020                                                                          | Upside Down                        | —           | —           | —           | —           | —           | —           | —           | —           | —           |                | Black Gold: Best of Editors       |
| 2022                                                                          | Heart Attack                       | —           | —           | —           | —           | —           | —           | —           | —           | —           |                | EBM                               |
| 2022                                                                          | Karma Climb                        | —           | —           | —           | —           | —           | —           | —           | —           | —           |                | EBM                               |
| 2022                                                                          | Kiss                               | —           | —           | —           | —           | —           | —           | —           | —           | —           |                | EBM                               |
| 2022                                                                          | Vibe                               | —           | —           | —           | —           | —           | —           | —           | —           | —           |                | EBM                               |
| "—" indica una pubblicazione non classificata o non pubblicata in quel Paese. |                                    |             |             |             |             |             |             |             |             |             |                |                                   |

## Video musicali
| Anno | Titolo                             | Regista                      |
| ---- | ---------------------------------- | ---------------------------- |
| 2005 | Bullets (prima versione)           | Mike Brady                   |
| 2005 | Munich                             | Mark Thomas                  |
| 2005 | Blood                              | Chris Hopewell e Matt Freeth |
| 2005 | Bullets (seconda versione)         | Martin de Thurah             |
| 2006 | All Sparks                         | Lee Lennox                   |
| 2007 | Smokers Outside the Hospital Doors | Arni & Kinski                |
| 2007 | An End Has a Start                 | Diane Martel                 |
| 2007 | The Racing Rats                    | Vince Haycock                |
| 2008 | Push Your Head Towards the Air     | Paul Minor                   |
| 2008 | Bones                              | Russell Leetch               |
| 2009 | Papillon                           | Andrew Douglas               |
| 2010 | You Don't Know Love                | Arni & Kinski                |
| 2010 | Last Day                           |                              |
| 2010 | Eat Raw Meat = Blood Drool         | Lennox Brothers              |
| 2010 | No Sound But the Wind              |                              |
| 2013 | A Ton of Love                      | Mark Thomas                  |
| 2013 | The Weight                         |                              |
| 2013 | Formaldehyde                       | Ben Wheatley                 |
| 2013 | Honesty                            | Favourite Colour: Black      |
| 2014 | Sugar                              | Joe Vanhoutteghem            |
| 2014 | What Is This Thing Called Love     |                              |
| 2015 | No Harm                            | Rahi Rezvani                 |
| 2015 | Marching Orders                    | Rahi Rezvani                 |
| 2015 | Life Is a Fear                     | Rahi Rezvani                 |
| 2015 | Ocean of Night                     | Rahi Rezvani                 |
| 2016 | All the Kings                      | Rahi Rezvani                 |
| 2018 | Magazine                           | Rahi Rezvani                 |
| 2018 | Hallelujah (So Low)                | Rahi Rezvani                 |
| 2018 | Darkness at the Door               | Rahi Rezvani                 |
| 2018 | Cold                               | Rahi Rezvani                 |
| 2019 | Barricades                         | Hi-sim                       |
| 2019 | Frankenstein                       | Gregory Ohrel                |
| 2019 | Black Gold                         | Rahi Rezvani                 |
| 2020 | Upside Down                        | Rahi Rezvani                 |
| 2022 | Heart Attack                       | Felix Green                  |
| 2022 | Karma Climb                        | Hand Held Cine Club          |
| 2022 | Kiss                               | Justin Lockey e James Lockey |